# Miyakojima (metropolitana di Osaka)
Miyakojima (都島駅?, Miyakojima-eki) (T17) è una stazione della linea Tanimachi, che fa parte della metropolitana di Osaka. È situata nel quartiere di Miyakojima-ku, nella zona nord-orientale della Città di Osaka, in Giappone.

## Struttura
La stazione è dotata di una banchina ad isola con due binari sotterranei.
| 1 | ■ Linea Tanimachi |  | Per Higashi-Umeda, Tennōji e Yaominami        |
| 2 | ■ Linea Tanimachi |  | Per Taishibashi-Imaichi, Moriguchi e Dainichi |

## Stazioni adiacenti
| «               | Servizio        | »                         |
| Linea Tanimachi | Linea Tanimachi | Linea Tanimachi           |
| --------------- | --------------- | ------------------------- |
| Noe-Uchindai    | Locale          | Tenjimbashisuji Rokuchōme |